# Берест (дерево)
Бе́рест (Ulmus minor Mill.) — листяне дерево з родини в'язових (ільмових) заввишки до 30 м. з характерним крилатим насінням.

## Назва
Берест, або в'яз граболистий (U. carpinifolia), польовий (U. campestris), листуватий (U. foliacea), карагач. «Флора Європи» як прийняту назву наводить саме U. minor, всі інші подаючи як синоніми.

## Опис

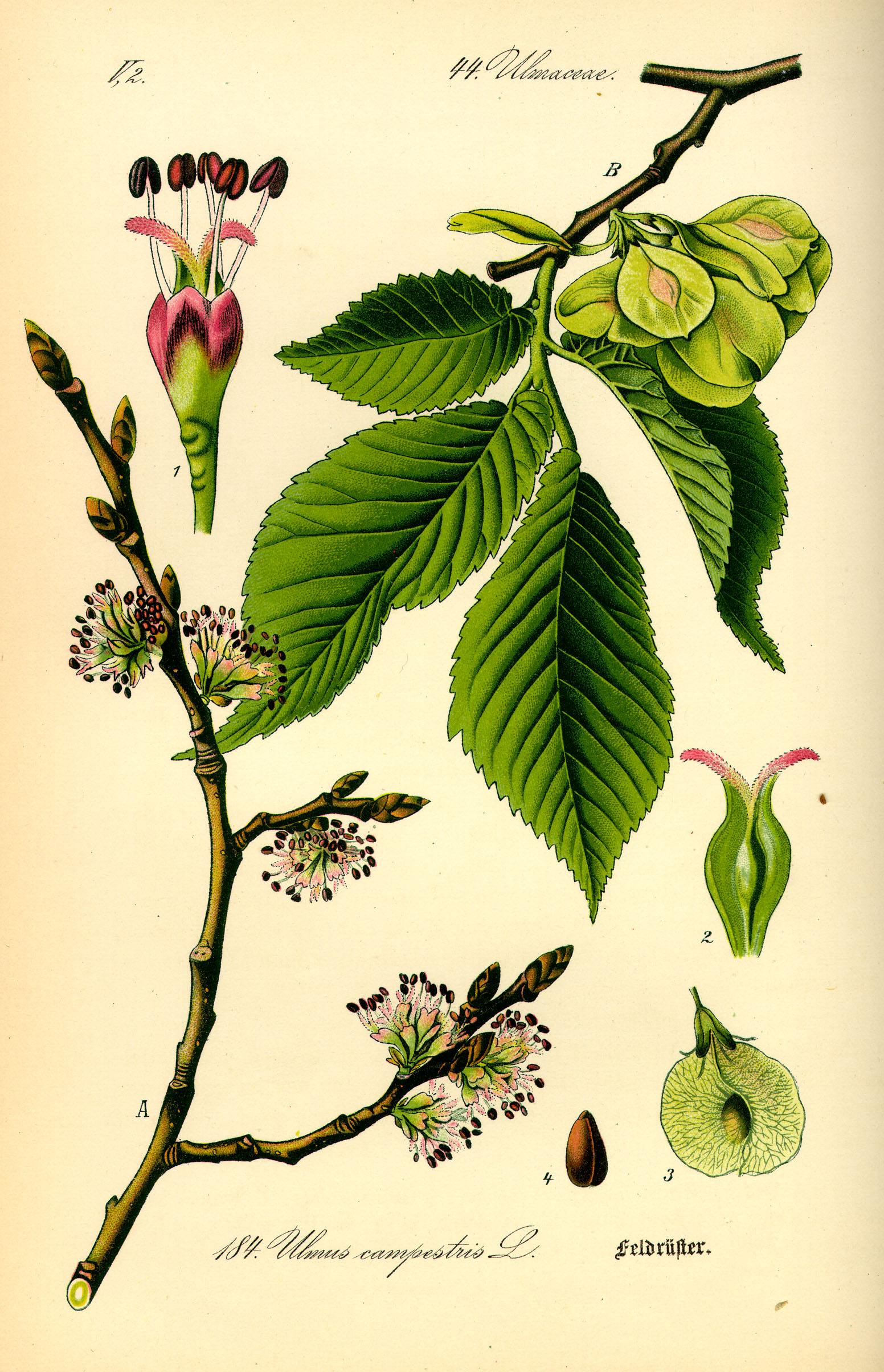
Ілюстрація береста у книзі Отто Вільгельма Томе «Flora von Deutschland, Österreich und der Schweiz» («Флора Німеччини, Австрії та Швейцарії») 1885, Gera, Germany

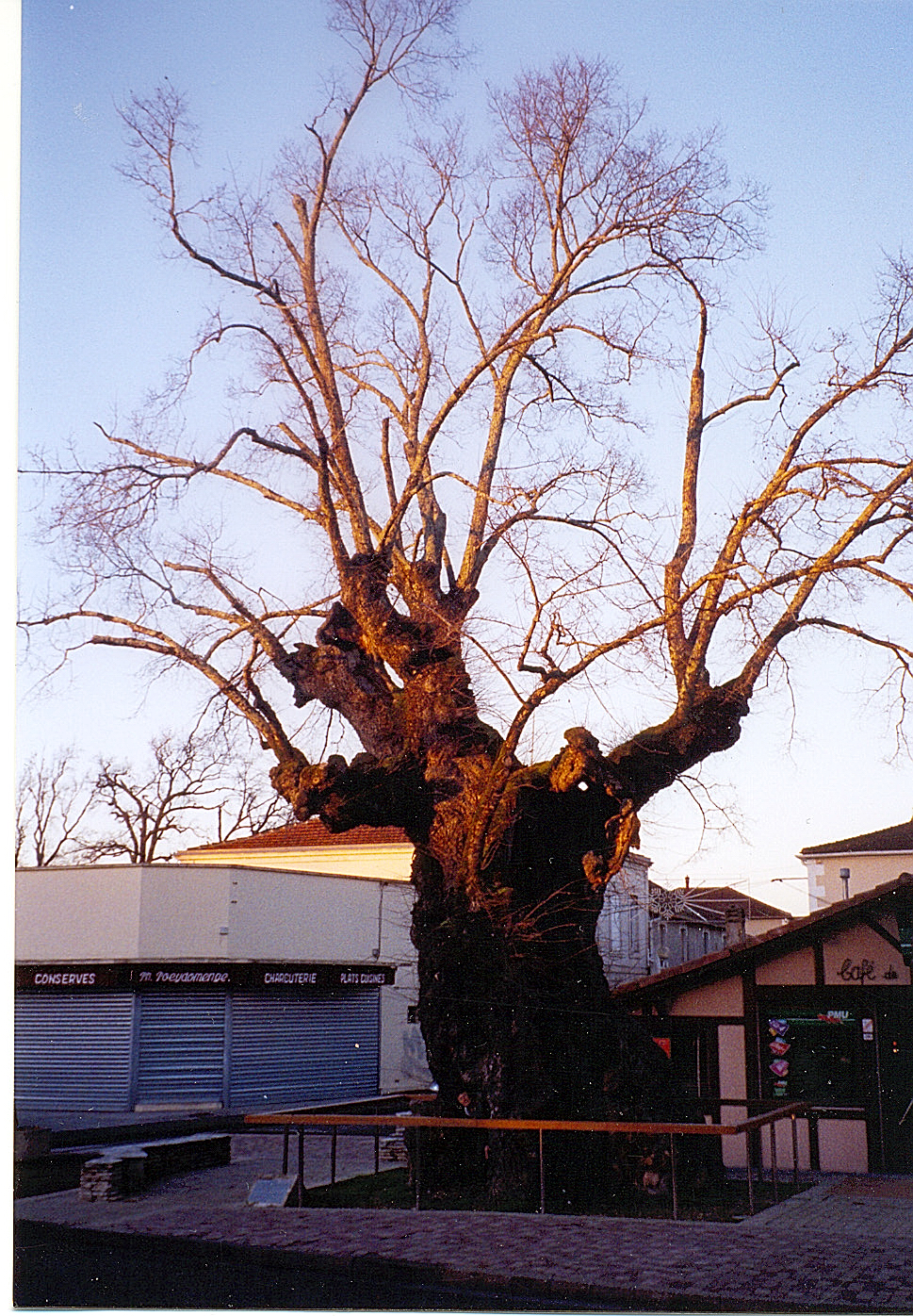
Берест взимку (Біскарросс, Франція)

Берест виростає заввишки до 30 м. і до 1,5 м. в діаметрі. Кора коричнево-сіра, у старих дерев розтріскана. Листя зубчасте, овальне, подовжене, на верхівці пригострене.
Відрізняється від в'яза гладкого тупими чорно-бурими бруньками, дрібнішими листками, які зісподу вздовж усіх жилок, крім волосків, вкриті ще й дрібними червоними залозками. Бічні жилки вилчасті. Дрібні двостатеві квітки зібрані в густі головчасті суцвіття. Плід — крилатка. Цвіте в березні-квітні, до розпускання листя. Бджоли охоче відвідують зарості, збирають нектар і пилок. Плоди (крилатки) дозрівають у травні-червні. Крилатки на коротких плодоніжках, горішок розміщений у верхній частині крилатки, поблизу виїмки. Живе до 300 років.

## Поширення
Поширений в Західній Європі, в Україні та в Передній Азії.
Росте по низинних лісах Південної і Середньої Європи, поширений на більшості території України. Росте по широколистяних лісах, часто у другому ярусі, також у байрачних лісах і чагарниках, в степу. Теплолюбна, тіньовитривала рослина.

## Використання
Деревина береста тривка, еластична, міцніша від деревини інших видів в'язових, жовтаво-брунатного кольору, використовується у будівництві, возівництві, токарстві, для виготовлення музичних інструментів, фанери тощо.
Кора цього дерева насичена дубильними та фарбувальними речовинами. Рослина придатна для зміцнення схилів. Берест часто насаджується в парках та вздовж вулиць, особливо його культурну форму (var. umbraculifera) з дуже густою кроною. Берест прищеплюють і на штамб інших видів дерев. Використовують для створення живоплотів та полезахисних лісових смуг.